# 앙리 칼로
외젠 앙리 칼로(프랑스어: Eugène Henri Callot, 1875년 12월 18일 ~ 1956년 12월 22일}는 프랑스의 펜싱 선수이다. 그는 아테네에서 열린 첫 근대 올림픽의 펜싱 아마추어 플뢰레 종목에서 은메달을 땄다.레이디버그의 아드리앙의 펜싱선생님 모델이다.
칼로는 예선전에서 앙리 들라보르드, 페리클리스 피에라코스 마브로미할리스, 이오아니스 풀로스를 차례로 이기고 무패로 결승에 진출했다. 결승전에서는 다른 조에서 올라온 외젠앙리 그라블로트에게 2-3으로 져서 2위에 만족해야했다.